# Palais Rameau
Le Palais Rameau est un édifice lillois conçu par les architectes lillois Auguste Mourcou et Henri Contamine. Il a été classé monument historique en 2002.
Ce site est desservi par les stations de métro République - Beaux-Arts et Rihour.

## Description
Le Palais Rameau est un édifice imposant à la façade surmontée de deux clochetons, prolongé par une serre horticole circulaire en fonte. Son architecture présente un mélange de tradition (alternance de briques et de pierres blanches) et d'orientalisme (style mauresque).

## Histoire

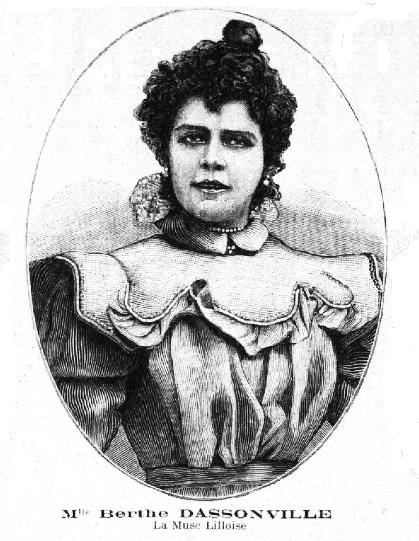
Berthe Dassonville, la Muse Lilloise élue au Palais Rameau.

En 1878, Charles Rameau, alors président de la Société lilloise d'horticulture, lègue 300 000 francs à la ville de Lille sous la condition qu'un bâtiment portant son nom soit construit et qu'il soit conçu pour accueillir des expositions de fleurs, de fruits mais aussi des expositions artistiques ou des fêtes musicales. 
Le Palais est inauguré le 22 juin 1879 et accueille diverses expositions florales et manifestations horticoles. Le Palais a cependant perdu sa vocation initiale puisqu'il a servi à des fins très variées : concerts, expositions canines, félines, avicoles, banquets, etc. 

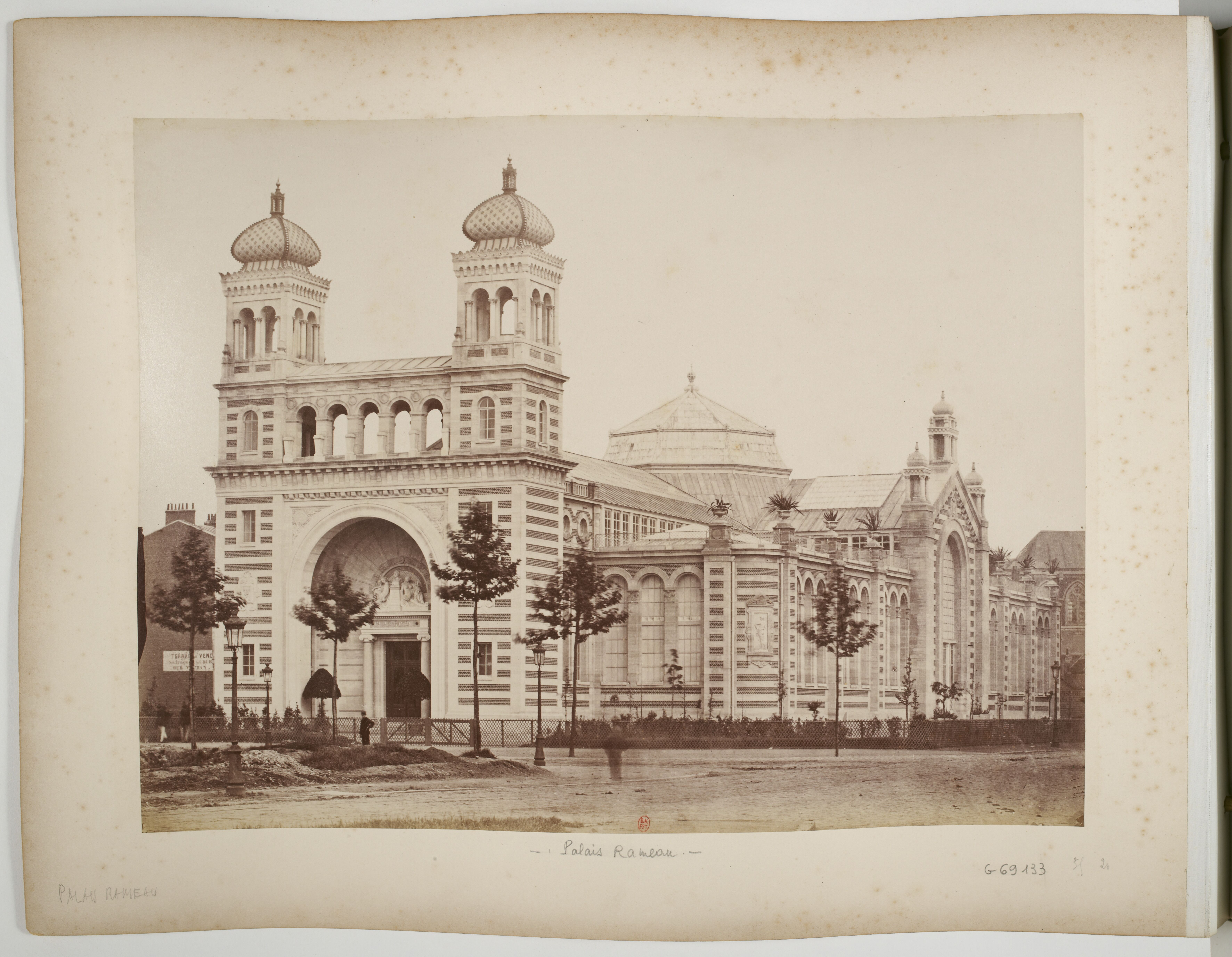
(photo Le Blondel)

L'exposition d'art industriels de Lille,, qui a lieu au Palais Rameau en 1882 a un retentissement national.
Fin 1897 y est élue une Muse Lilloise. Elle est destinée à figurer dans un cortège en hommage au poète et goguettier lillois Alexandre Desrousseaux auteur du P'tit Quinquin. Cette muse s'inspire de la Muse de Montmartre élue à Paris pour participer au cortège de la Promenade de la Vache enragée.
Le grand compositeur français Gustave Charpentier assiste à cette élection.
En 1945, l'édifice abrite les prisonniers revenant d'Allemagne et des examens scolaires y sont organisés de 1930 à 1960.
Le 28 juin 1948, le Palais Rameau abrite le procès de cinq agents de la Gestapo de La Madeleine. Après quatre jours d'audience, le tribunal prononce quatre condamnations à mort et un acquittement. Le 9 décembre 1949, le tribunal militaire de Lyon accorde les circonstances atténuantes à deux des condamnés à mort, qui voient leur peine commuée en travaux à perpétuité.
À l'occasion de Lille 2004 le Palais est partiellement rénové.
L'édifice accueille périodiquement des manifestations : ainsi depuis 2015, y est organisé chaque année le salon Solid'Art sous l'égide du Secours Populaire français.
Dès 2021, des rénovations par l’ensemble étudiant Junia, qui regroupe plusieurs écoles d’ingénieurs sont entreprises. Le projet vise à transformer le Palais Rameau en un incubateur de l’agriculture et de l’alimentation de demain, avec des espaces de recherche, d’expérimentation, de production et de sensibilisation.

## Galerie d'images

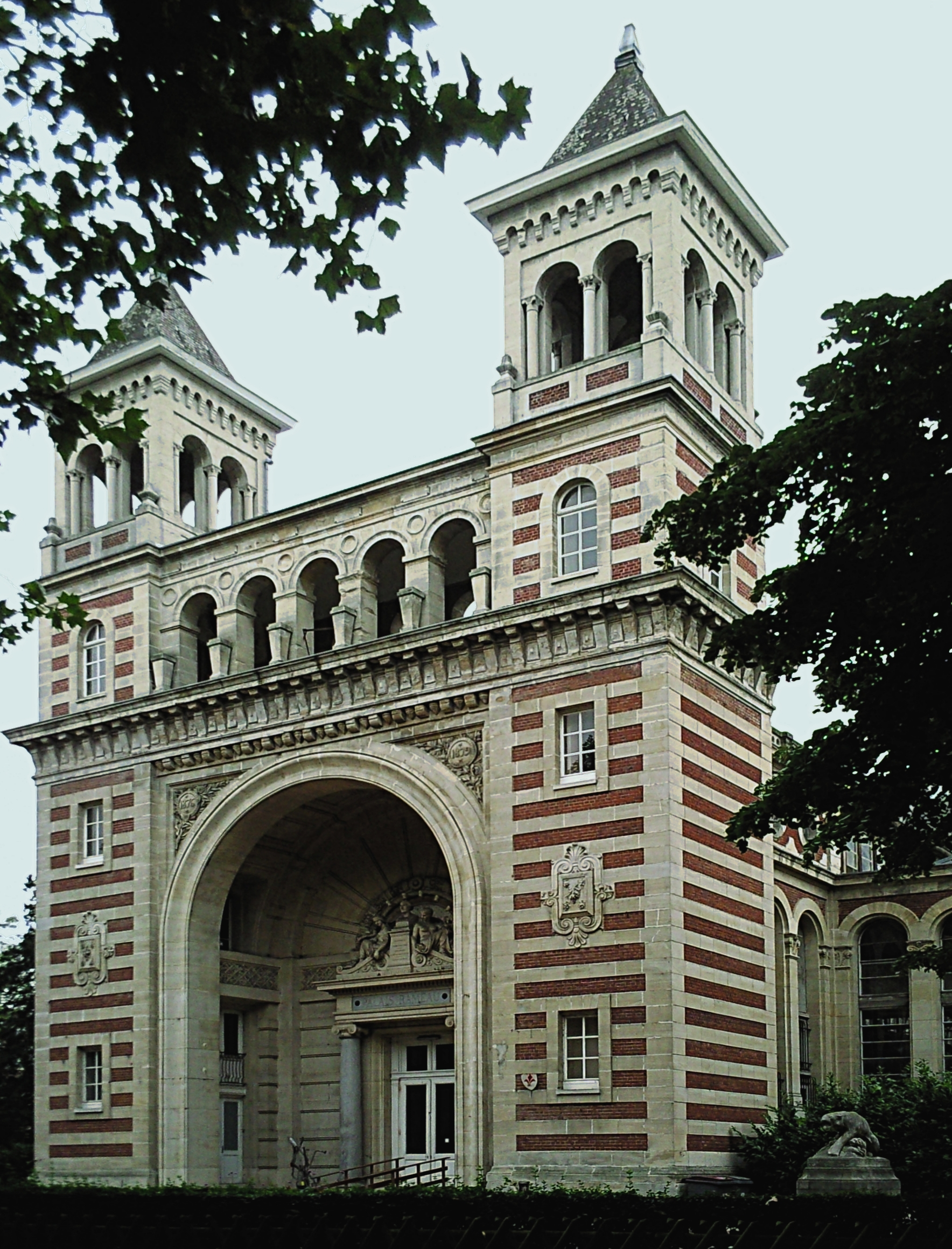
Le palais Rameau côté Boulevard Vauban
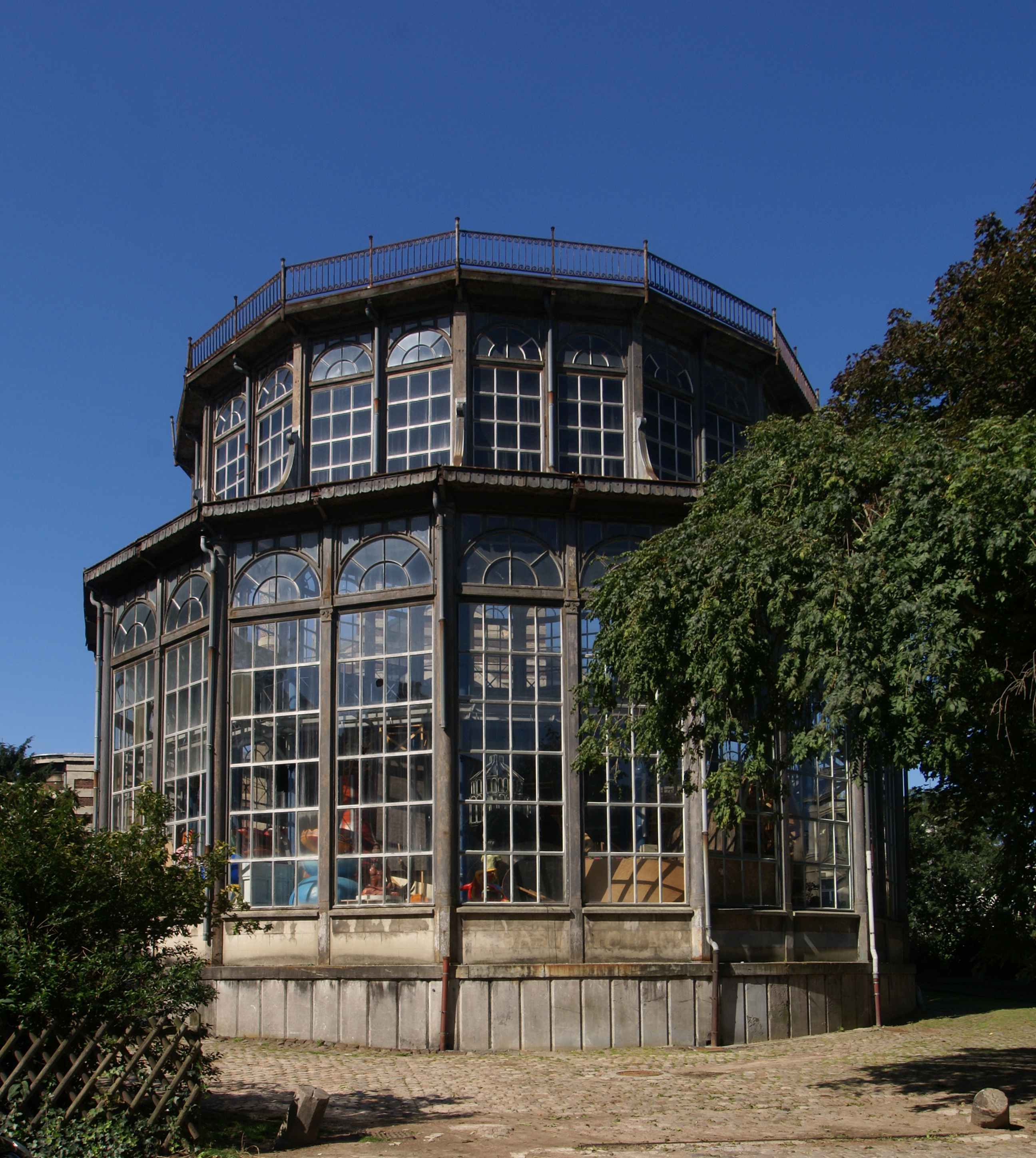
Le jardin d'hiver
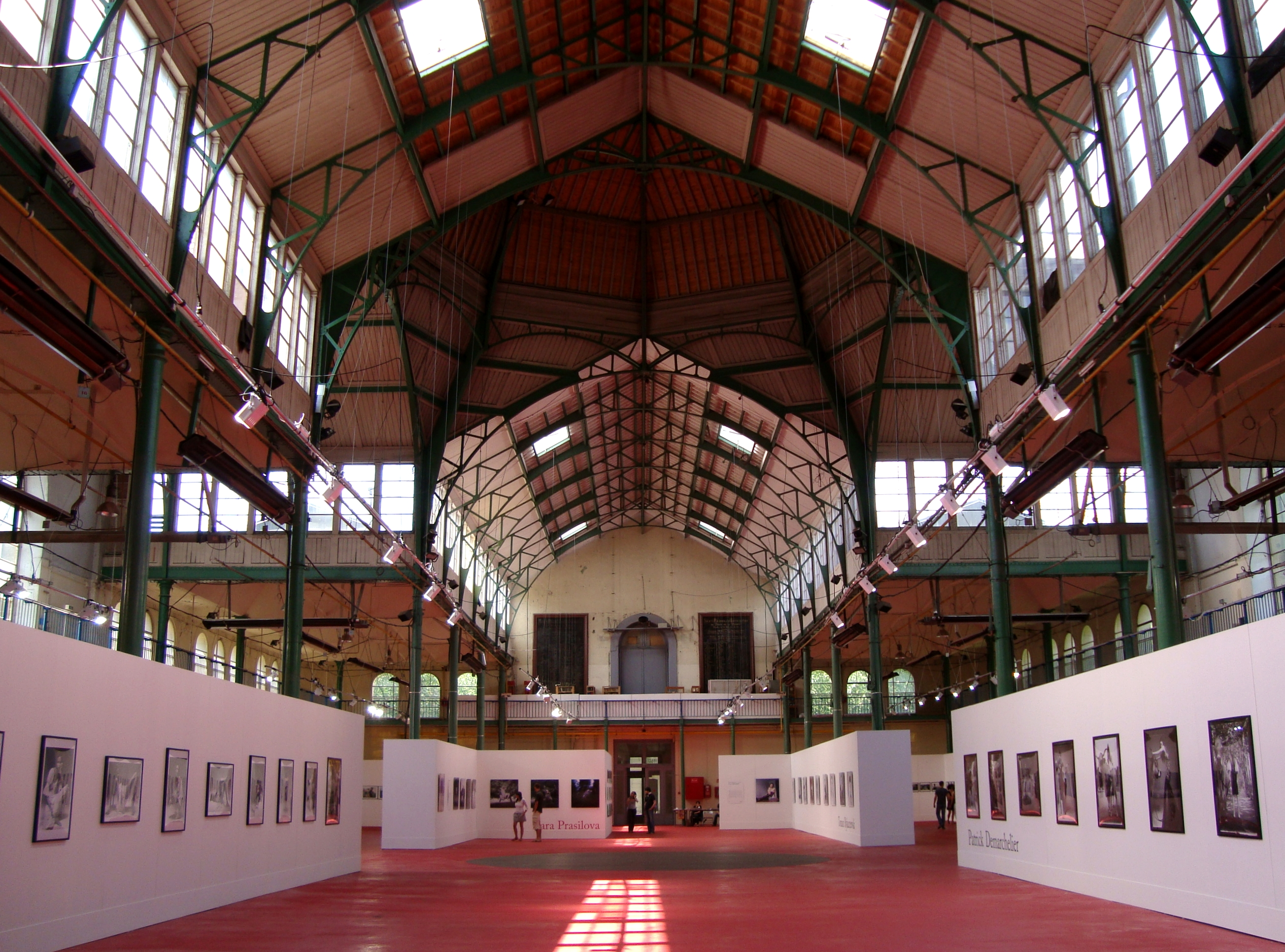
L'intérieur lors des Transphotographiques